# Pichún
Pichún, también llamado Pichuín o Pichún Gualá (f. 1855) fue un cacique ranquel del centro de la Argentina, de importante actuación entre los años 1830 y su fallecimiento en 1855. Era hijo del gran cacique Yanquetruz y segundo en el mando de los ranqueles en la época del sucesor de su padre, Painé Guor, a partir de 1836.

## A órdenes de su padre, Yanquetruz
Su nombre significa "pluma de ave", o quizá "pluma de pato". Sus primeras actuaciones como cacique menor, a órdenes de su padre Yanquetruz, datan de la campaña de Rosas al Desierto de 1833, cuando participó en la lucha contra el exgobernador Juan Manuel de Rosas y también contra las fuerzas de Mendoza y Córdoba, al mando de José Félix Aldao y José Ruiz Huidobro respectivamente; casi con seguridad mandó las fuerzas de su padre en la batalla de las Acollaradas, donde aparece en el parte de batalla como muerto en combate, aunque logró retirarse con serias heridas.
Durante los años que siguieron a esa campaña, Rosas concentró los ataques de la provincia de Buenos Aires sobre los ranqueles, encontrando a Yanquetruz cada vez más débil y desanimado. Pichún se estableció en Toay, un refugio con buenas aguadas rodeado de campos sin ninguna, muy cerca de la actual Santa Rosa, mientras su padre era protegido por el cacique Painé en Leuvucó, unos cien kilómetros más al oeste.
En esos años, por efecto de cierto optimismo que creía estar a punto de terminar con los ranqueles, las noticias de choques solían informar que entre los muertos estaba el cacique Pichún, y hasta el futuro presidente chileno Manuel Bulnes informó a Rosas que lo tenía prisionero en su país. Pichún nunca fue tomado prisionero, y no es seguro que haya habido otros capitanejos de ese nombre.

## Segundo de Painé
Cansado de luchar, Yanquetruz dejó públicamente el mando de todos los ranqueles en 1836, antes de retirarse a la Cordillera de los Andes; pero no eligió como sucesor a Pichún sino a Painé –a quien algunas fuentes citan como pariente suyo. Pichún podría haber protestado o negado la obediencia de sus tropas, pero eligió ejercer como el segundo de Painé, a quien consideraba su amigo.
Impulsado por los refugiados unitarios en las tolderías, en particular por el oficial Manuel Baigorria, los ranqueles lanzaron algunos ataques sobre San Luis y Córdoba; mientras Baigorria pretendía recuperar esas provincias para su partido, los ranqueles pretendían forzar a sus gobiernos a negociar la paz con los ranqueles. Painé casi no participó en las ofensivas, que quedaron al mando de Pichún. Tras atacar el norte de la provincia de Buenos Aires, en agosto de 1838 atacaron también el partido de Veinticinco de Mayo, volviendo con un gran arreo hacia Toay; en el camino fueron derrotados por el coronel Eugenio del Busto en Huetel y el propio Pichún fue herido; pero el saldo de la campaña fue positivo. Más aún: Rosas aceptó negociar la paz con los ranqueles, y hasta recibió a un hijo de Pichún como diplomático en Palermo.
Pero Baigorria lanzó un ataque sobre San Luis, logrando capturar la capital, con lo que arruinó las negociaciones de paz entre Rosas y Painé. Pichún se vio obligado a presionar nuevamente a los gobiernos federales con nuevos malones, esta vez sobre la provincia de Santa Fe.

## Los tiempos de Calvaín
En 1844 murió Painé, y el mando supremo fue asumido por su hijo mayor, Calvaín, también llamado Calvaiú. Pichún continuó siendo el segundo en orden jerárquico entre los ranqueles, aunque se movió con mucha más independencia. Parte del tiempo se estableció en Poitahué, no muy lejos de Leuvucó, y en 1846 negoció la paz con Pedro Rosas y Belgrano en un parlamento en Azul a través de dos de sus hijos; pero la paz no pudo concretarse, por la negativa de los ranqueles a entregar a Baigorria. Entonces Pichún lanzó una serie de ataques en el sur de Córdoba: en parte como medio de presión, y en parte porque era la única forma de proveerse de ganado tras la negativa de Rosas y Belgrano de incluir a los ranqueles en el «negocio pacífico», que consistía en la entrega de cierta cantidad de cabezas de ganado a cambio de la paz. También intentó negociar con el gobernador cordobés Manuel López, alias "Quebracho", pero éste reaccionó violentamente y capturó decenas de indios pacíficos prisioneros.
Baigorria quedó debilitado cuando, en 1846, la mayor parte de los unitarios –incluido Juan Saá– lo abandonó, aceptando una amnistía. Perdió algunos de sus hombres más leales, se enemistó con Pichún, y terminó refugiándose en los toldos de Ignacio Coliqueo. Todavía en 1847 Coliqueo, Pichún y Baigorria lanzaron un malón contra Pergamino, pero a partir de allí Baigorria terminó de enemistarse con Pichún y perdió gran parte de su influencia, pasando a ser solamente uno de los capitanejos de Coliqueo. Pichún también parece haber perdido mucha de su influencia, posiblemente ante el avance del hermano del gran cacique Calvaín, Mariano Rosas.
El cacique Pichún murió, posiblemente en Poitahué, el 25 de mayo de 1855, justamente en los mismos días en que el gobierno del Estado de Buenos Aires lanzaba la fracasada campaña a Tapalqué y Sierra Chica.
En 1879, en plena Conquista del Desierto, el coronel Marcelino Freire atacó los toldos del cacique Baigorrita, dando muerte a algunos caciques menores, entre ellos uno llamado Pichún, cuyo parentesco con el cacique principal fallecido en 1855 se desconoce.